# El club dels dimarts
El club dels dimarts (títol original en suec, Tisdagsklubben) és una pel·lícula de comèdia romàntica sueca del 2022 dirigida per Annika Appelin, amb un guió escrit per Anna Fredriksson. S'ha doblat i subtitulat al català.
La pel·lícula es va estrenar a Suècia el 4 de març de 2022, a càrrec d'SF Studios.

## Acció
La Kariny i l'Sten està celebrant el seu 40 aniversari de bodes amb una gran festa. Mentre els seus amics brinden per la seva felicitat, la Karin descobreix que l'Sten li ha estat infidel. La Karin ha passat la seva vida cuidant el seu espòs i la seva filla i ara tot s'està esmicolant, quan de sobte un vell amic la convenç d'unir-se a una classe de cuina dirigida per en Henrik, un xef de renom.

## Repartiment
- Marie Richardson – Karin
- Peter Stormare – Henrik
- Björn Kjellman – Sten
- Ida Engvoll – Fredrika
- Carina M. Johansson – Monika
- Sussie Eriksson – Pia
- Maria Sid – Ingela
- Klas Wiljergård – Grizzly
- Ramtin Parvaneh – Clarence
- Wilhelm Johansson – Tomas
- Ingvar Örner – Lasse
- Miran Kamala – Janne
- Pamela Cortes Bruna – Läkare

## Producció
La pel·lícula està produïda per Jessica Ask i Åsa Karlsson per a Anagram, en coproducció amb Film i Väst, SF Studios i TV4/C More. El rodatge va començar l'octubre de 2020, dins i fora de Göteborg.